# خوشوو
خوشوو (به لهستانی:  Hoszów) یک روستا در لهستان است که در گمینا اوستژکی دولنه واقع شده‌است.